# Pomnik Wdzięczności dla Armii Radzieckiej w Szczecinie

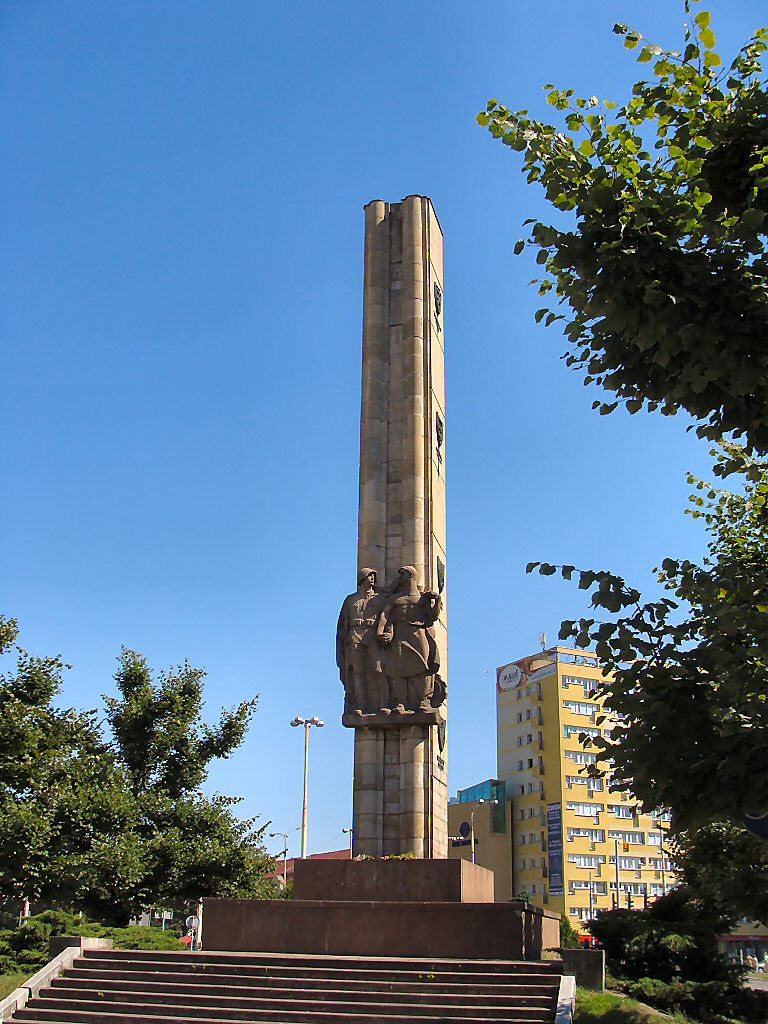
Pomnik Wdzięczności dla Armii Radzieckiej (zdjęcie z 2008 r., brak gwiazdy na szczycie pomnika)

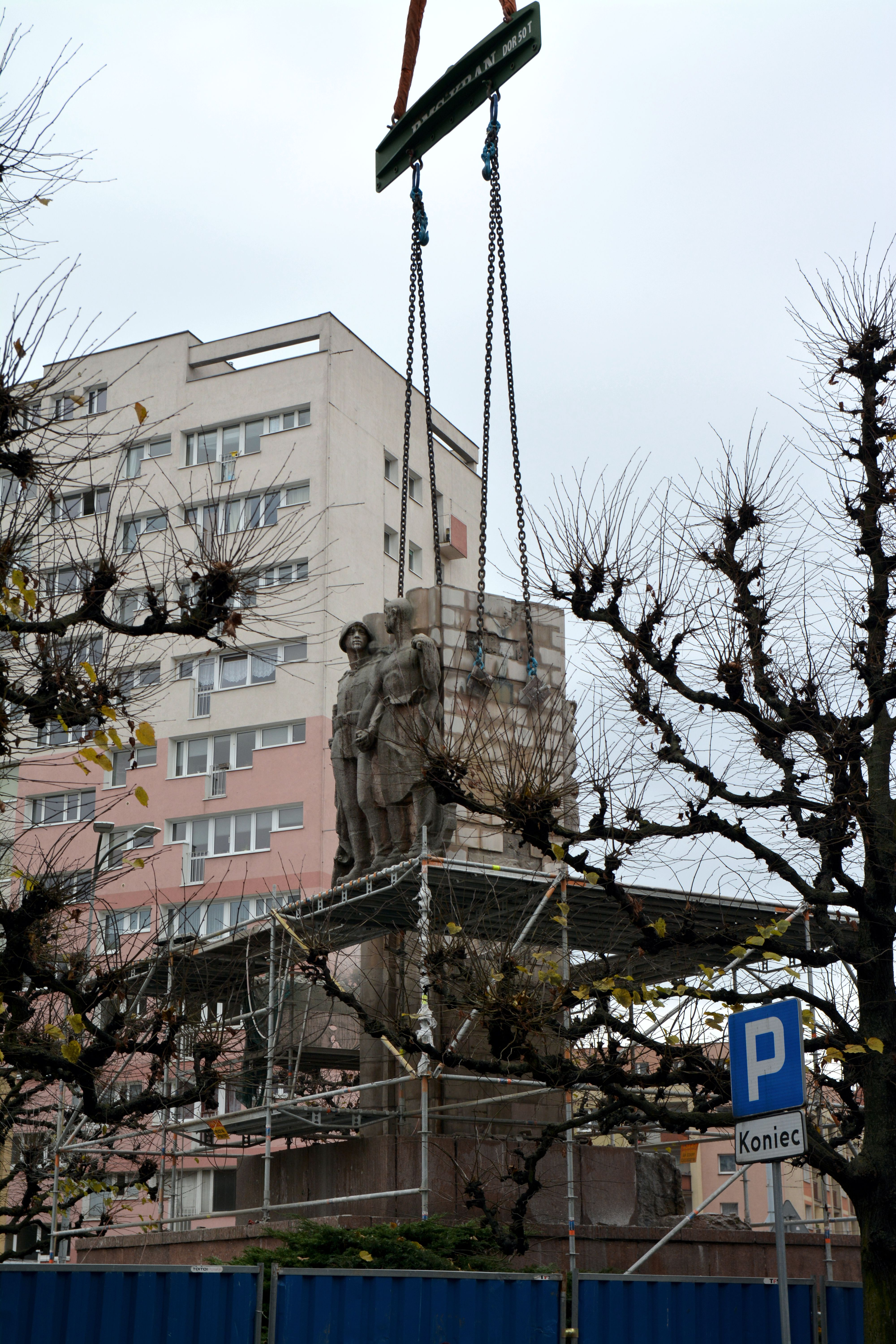
Rozbiórka Pomnika Wdzięczności dla Armii Radzieckiej w Szczecinie – 18.11.2017

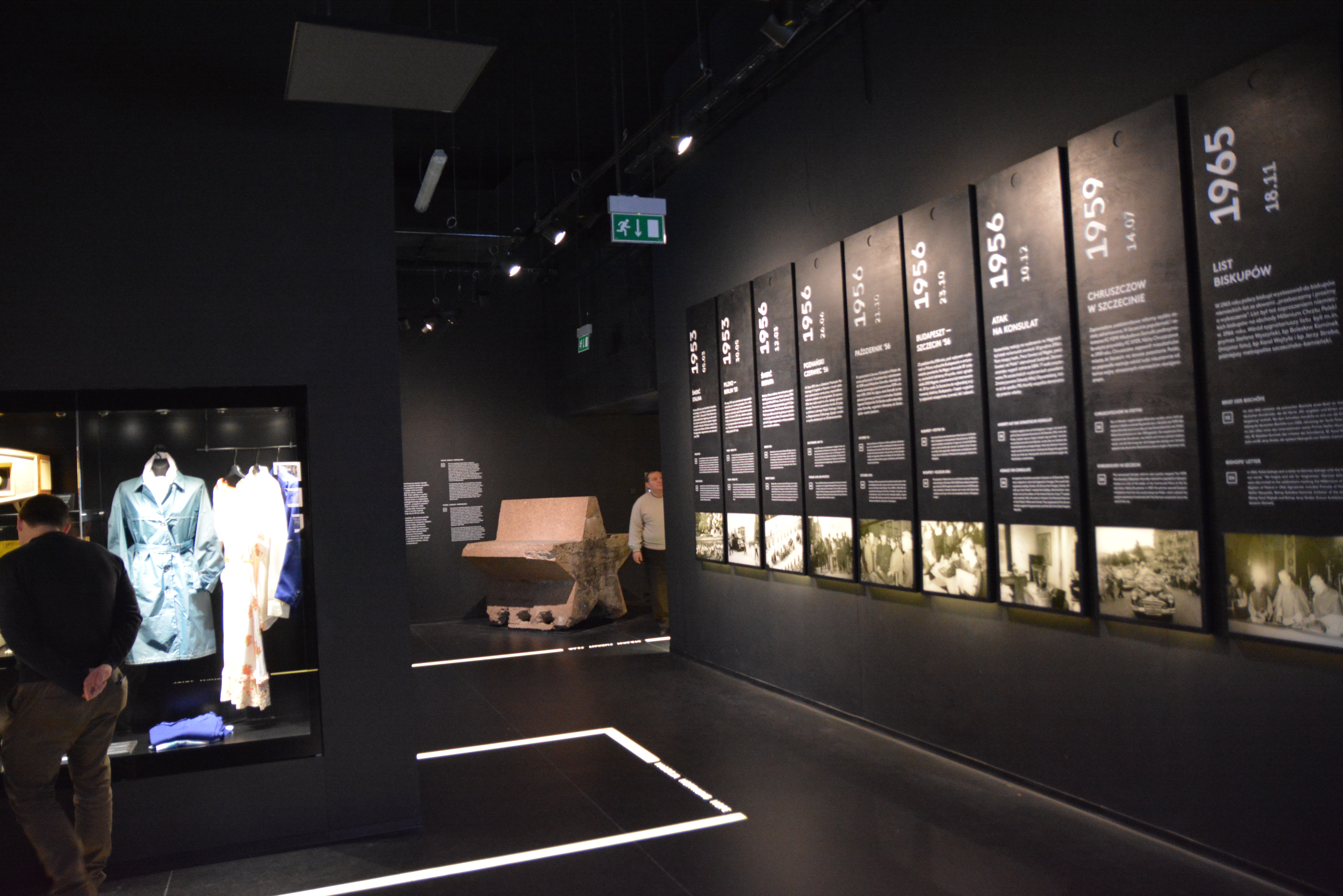
Gwiazda z Pomnika Wdzięczności eksponowana w Muzeum Przełomów

Pomnik Wdzięczności dla Armii Radzieckiej – obelisk stojący w latach 1950-2017 w centrum Szczecina (przy Placu Żołnierza Polskiego) gloryfikujący Armię Czerwoną i podkreślający jej decydujący udział w wyparciu wojsk niemieckich z Pomorza.

## Projekt i wymowa
Pomnik miał formę wykonanego z żelbetu i obłożonego płytami z piaskowca obelisku (wysokości ok. 17 m), na którym umocowano nadnaturalnej wielkości rzeźby trzymających się za ręce robotnika i żołnierza. Obelisk do lipca 1992 zwieńczony był betonową, pięcioramienną gwiazdą. Boki obelisku zdobiły herby miast pomorskich (Elbląga, Gdańska, Gdyni, Kołobrzegu, Szczecina, Tolkmicka, Ustki) z datami ich zdobycia przez Armię Czerwoną z udziałem jednostek ludowego Wojska Polskiego.

## Historia
Monument został odsłonięty 26 kwietnia 1950 (w piątą rocznicę wkroczenia wojsk radzieckich do Szczecina). Jego projektantem był Stanisław Rudzik, natomiast dekorację rzeźbiarską wykonał Józef Starzyński. Był to pierwszy pomnik polskiego autorstwa w Szczecinie.
Ponieważ górująca nad miastem gwiazda na szczycie pomnika była traktowana przez niektóre siły polityczne jako symbol radzieckiej dominacji została ona w lipcu 1992 roku, na wniosek radnych miasta usunięta i przeniesiona do otwartego w 2016 roku Centrum Dialogu „Przełomy”.
Decyzją Rady Miasta Szczecin 15 listopada 2017 rozpoczęła się rozbiórka pomnika. Część zasadnicza pomnika została usunięta 18 listopada 2017. Płaskorzeźba miała być przeniesiona na Cmentarz Centralny w Szczecinie, co nie nastąpiło.
Pod pomnikiem okresowo pojawiały się kwiaty i znicze od osób prywatnych, co było także widoczne na zdjęciach w przekazach prasowych. Kwiaty i znicze pojawiły się także na pustym miejscu tuż po rozebraniu pomnika.

## Kontrowersje
Usytuowanie pomnika i fragment jego nazwy mówiący o wdzięczności budził wiele kontrowersji, co pewien czas pojawiały się propozycje jego demontażu bądź przebudowy. Postulowano m.in. przeniesienie pomnika na Cmentarz Centralny lub na nowy cmentarz przy ul. Bronowickiej, umieszczenie na szczycie obelisku piastowskiego orła, przekształcenie pomnika w Pomnik Przełomów, ustawienie gwiazdy (która kiedyś wieńczyła pomnik) u jego podstawy, co symbolizować by miało upadek idei komunizmu, remont pomnika, przywrócenie gwiazdy na szczyt i odtworzenie pierwotnego wyglądu.

## Nazwa
W źródłach jest spotykana nazwa „Pomnik Wdzięczności dla Armii Czerwonej”, ale nazwa wskazująca Armię Radziecką jest dominująca.